# NGC 5238
NGC 5238 là tên của một thiên hà vô định hình nằm trong chòm sao Lạp Khuyển. Khoảng cách của thiên hà này với chúng ta là khoảng xấp xỉ 4,51 mega parsec với đường kính của nó là khoảng 64,4". Thi thoảng nó được phân loại là thiên hà lùn xanh. Mặc dù các nhà nghiên cứu cũng như các tác giả của các biên mục cho rằng nó là thành viên của nhóm Messier 101m, nhưng hiện nó được nhiều người tin rằng nó là một thiên hà bị cô lập.
Từ điểm nhìn của Trái Đất, NGC 5238 nghiêng một góc 39 độ với khối lượng của nó xấp xỉ là 117 triệu lần khối lượng mặt trời. Tỉ lệ hình thành sao của nó là 0,01 lần khối lượng mặt trời trên 1 năm. Khí HI trong thiên hà này có thiên hà này khối lượng 26 triệu lần khối lượng mặt trời.

## Phân loại
Năm 1977, NGC 5238 không được cho là một thiên hà đơn lẻ mà là một cặp thiên hà tương tác với nhau. Mãi cho đến 10 năm sau, một nghiên cứu kĩ lưỡng hơn thì bác bỏ nhận định trên và khẳng định nó là một thiên hà đơn lẻ. Một trong hai khu vực của nó được cho là nhân của thiên hà này, nhưng thật chất nó chỉ là một vùng H II rộng lớn với bán kính là 100 parsec.

## Dữ liệu hiện tại
Theo như quan sát, đây là thiên hà nằm trong chòm sao Lạp Khuyển và dưới đây là một số dữ liệu khác:
Xích kinh 13h 34m 43.8s
Độ nghiêng +51° 36′ 33″
Giá trị dịch chuyển đỏ 0.0015
Vận tốc xuyên tâm 229 km/s
Kích thước biểu kiến 64.4"
Loại thiên hà Irr